# (662) Ньютония
(662) Ньютония (англ. Newtonia) — астероид главного пояса, который был открыт 30 марта 1908 года американским астрономом Джоэлом Меткалфом в Тонтонской обсерватории и назван в честь города Ньютон из штата Массачусетс, США.

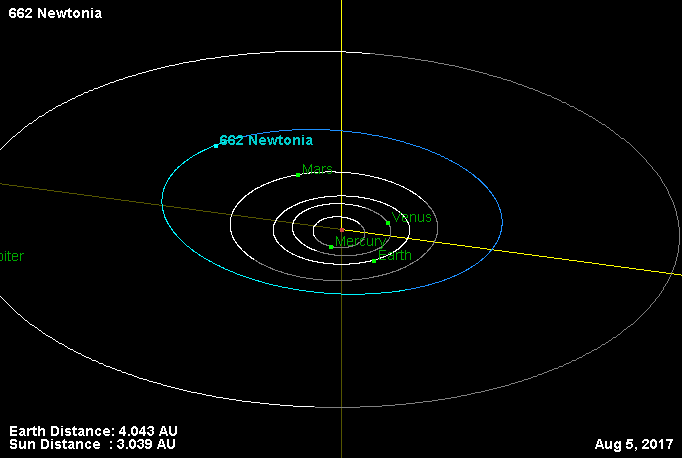
Орбита астероида Ньютония и его положение в Солнечной системе

Тиссеранов параметр относительно Юпитера — 3,402.